# Шпайергау
Шпайергау (на немски: Speyergau) е графство през Средновековието около град Шпайер, Германия. Принадлежи към централните собствености на Салическата династия.

## Графове в Шпайергау
- Вернер († 920) от фамилията на Салиите
- Конрад I Червения († 955)
- Ото I фон Вормс († 1004)
- Конрад II Млади († 1039)

## Фогти в Шпайергау
- Граф Фридрих фон Лайнинген († 1237), 1205 доказан, от фамилията Лайнинген
- Граф Фридрих III фон Лайнинген († 1287), от 1275 доказан
- Граф Фридрих IV фон Лайнинген († 1316), 1301 доказан, баща на епископа на Шпайер Емих фон Лайнинген († 1328)
- Георг I фон Велденц-Геролдсек († 1347), 1309/1315 фогт в Шпайергау, зет на горния, брат на епископа на Шпайер Валрам фон Велденц(† 1336) [3]
- Ото V фон Оксенщайн († 1327), 1291/1302 фогт на Ортенау, 1315/1327 фогт в Елзас, 1315 фогт в Шпайергау
- Албрехт Хумел фон Лихтенбург, 1335 доказан
- Ото VI фон Оксенщайн († пр. 1377), фогт в Елзас и Шпайергау
- Палас Шлидерер фон Лахен (Стари), доказан 1452 [4]